# Tratado de Coche
El Tratado de Coche fue el tratado de paz que estableció la culminación formal de la Guerra Federal de Venezuela, firmado el 23 de abril de 1863 por Pedro José Rojas, Secretario General del Jefe Supremo de la República, José Antonio Páez, y Antonio Guzmán Blanco, Secretario General del Presidente Provisional de la Federación, Juan Crisóstomo Falcón, en la hacienda Coche, próxima a Caracas, con nueve artículos en el cual «el ejército federal reconoce al Gobierno del Jefe Supremo de la República y de su sustituto». Sin embargo, ni Falcón ni los demás jefes federales aceptaron dicho convenio, por lo que hubo que modificarlo y ambos firmantes redactaron el tratado definitivo, reduciéndose a siete artículos, que se firmó el 22 de mayo de ese mismo año.
El original firmado el 23 de abril de 1863 con nueve artículos. Sin embargo, por discrepancias entre los líderes de ambos bandos, se modificaron los términos, reduciéndose a siete artículos. Este último fue firmado el 22 de mayo.

## Historia
Ante la inminente victoria militar de las fuerzas de la Federación, y la situación en la cual había quedado el país venezolano, durante la guerra habían muerto más de 150.000 personas, muchas ciudades habían quedado desiertas y casi destruidas, los representantes de Juan Crisóstomo Falcón y José Antonio Páez se reunieron a puertas cerradas y llegaron a un acuerdo para lograr la paz definitiva, y convocar una Asamblea o Congreso Nacional, el cual estaría conformado por 80 miembros, de los cuales la mitad sería elegida por el jefe supremo y la otra mitad por el presidente Provisional de la Federación, asimismo se acordó que Páez debía renunciar para facilitar el proceso de transición.

## Consecuencias
- La victoria de los liberales y el arribo del Partido Liberal al poder.
- Se logró la paz definitiva que tanto necesitaba Venezuela.
- Finalizaron los nuevos reclutamientos, siendo prohibidos para entonces.
- Reducción del ejército del gobierno central.
- Se conformaron brigadas de orden público destinadas a impedir cualquier brote de violencia.
- Una vez firmado el tratado, a pesar de haberse conseguido la tan anhelada paz, gran parte de la población venezolana abandonó el campo por miedo a convertirse en víctimas de más luchas sangrientas.
- Endeudamiento del país, ya que pidieron un nuevo préstamo a la compañía inglesa Matheson & Company.